# اینترلاکن (اورگن)
اینترلاکن (به انگلیسی: Interlachen) یک منطقهٔ مسکونی در ایالات متحده آمریکا است که در شهرستان مولتنومه، اورگن واقع شده‌است. اینترلاکن ۱۲ متر بالاتر از سطح دریا واقع شده‌است.